# Sumalatha

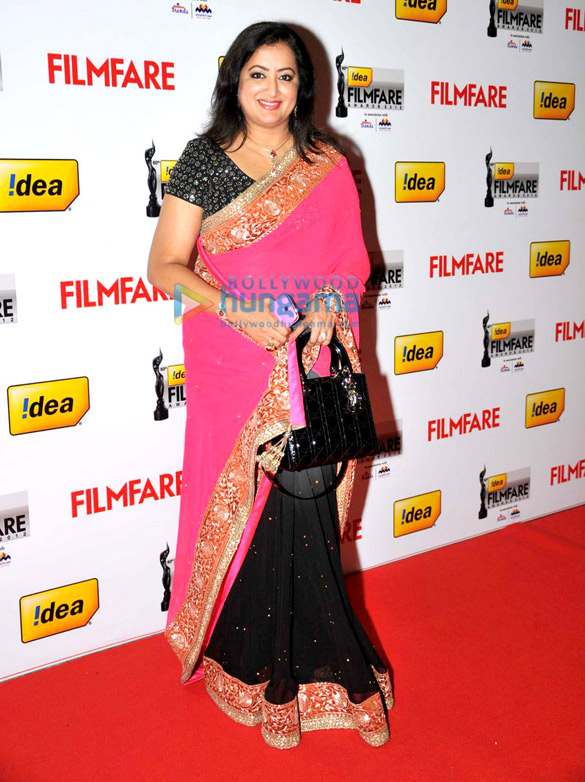
Sumalatha durante la 60.ª edición de los Filmfare Awards South en 2013

Sumalatha, nacida el 27 de agosto de 1963, es una actriz y política india que actualmente se desempeña como miembro del Parlamento en el Lok Sabha de Mandya, Karnataka. A lo largo de su carrera, ha actuado en más de 220 películas en kannada, telugu, malayalam, tamil e hindi. Inicialmente, ganó popularidad en el cine telugu y malayalam. Posteriormente, contrajo matrimonio con el actor y político de Karnataka, Ambareesh, y tienen un hijo llamado Abhishek Gowda.
En marzo de 2019, Sumalatha anunció su candidatura para la elección al Lok Sabha del distrito electoral de Mandya, Karnataka, como candidata independiente. En las elecciones de Lok Sabha celebradas el 23 de mayo de 2019, Sumalatha emergió como la ganadora, derrotando a Nikhil Kumaraswamy por un margen de más de 1,25 lakh de votos.

Sumalatha fue galardonada con un doctorado honoris causa por parte de la United Technological Research University of America el 20 de enero de 2024 en Hyderabad. 

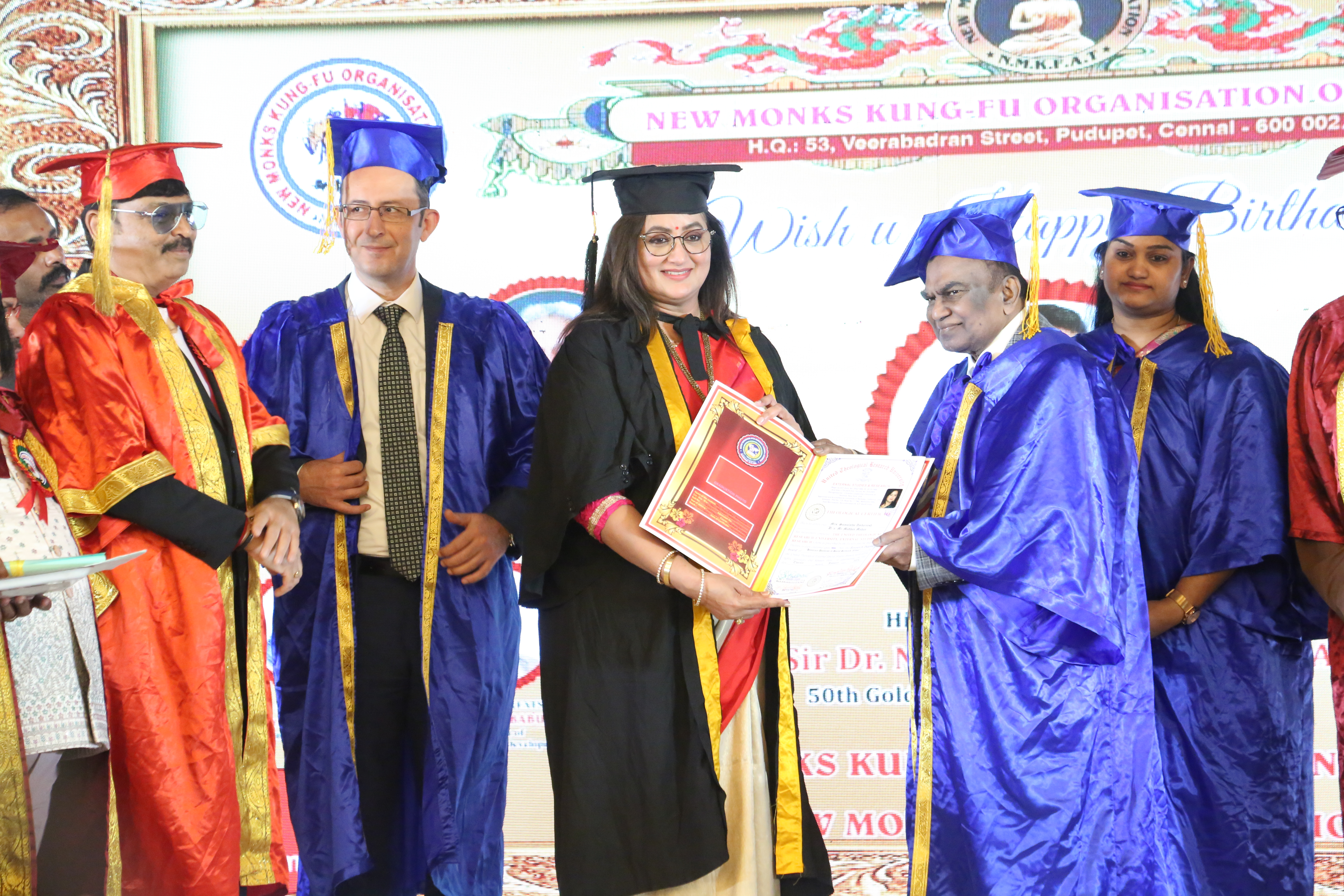
Sumalatha recibió un doctorado honorario de la Universidad de Investigación Tecnológica Unida de América

## Carrera
Sumalatha comenzó sus estudios en la escuela del convento de San José, Brodipet, Guntur. Su carrera en la actuación comenzó a los 15 años, luego de ganar un concurso de belleza en Andhra Pradesh en 1979. Tras la circulación de sus fotografías en revistas, el productor de cine D. Ramanaidu mostró interés en incluirla en su película y le ofreció una cantidad de 1.001 rupias en 1979. Sin embargo, hizo su debut cinematográfico en tamil con "Thisai Maariya Paravaigal" (1979), donde fue nombrada Mejor Cara Nueva. Su ingreso al cine kannada fue a través de "Ravichandra" junto a Rajkumar. En telugu, debutó con "Samajaniki Saval" (1979), y en malayalam, con "Moorkhan" (1980), donde actuó como la segunda heroína de Jayan. A lo largo de su carrera, apareció en películas en kannada, tamil, malayalam y telugu, destacando como la segunda heroína de Rajinikanth en películas como "Murattu Kaalai" y "Kazhugu". También fue la heroína en la última película del legendario actor malayalam Jayan, "Kolilakkam" (1981). Sus actuaciones más memorables en malayalam incluyen "Thazhvaram", "Isabella", "Nirakkoottu", "Dhinarathrangal", "Thoovanathumbikal", "Parampara" y "Nueva Delhi". En kannada, ha actuado en películas como "Aahuti", "Avatara Purusha", "Tayi Kanasu", "Karna", "Hong Kong nalli Agent Amar Tayiya Hone", "Kallarali Hoovagi", siendo "Ravichandra" su debut en kannada junto al actor Rajkumar. El telugu es el idioma en el que más ha actuado, seguido del malayalam y el kannada.
Sumalatha recibió el premio Nandi a la mejor actriz por su destacado papel en "Shrutilayalu" en 1987. Es una amiga cercana de la actriz Suhasini Maniratnam, con quien compartió pantalla en una película en telugu. La amistad entre ambas proporcionó material genuino para una escena en la película, cuando el director Kodandarami Reddy observó a Suhasini peinando el largo cabello de Sumalatha en el viaje en tren hacia el set de filmación. Reddy decidió incluir esa escena en el montaje final de la película, capturada por su camarógrafo, Ashok Reddy, agregando un toque de autenticidad al film. Según se informa, Sumalatha habla seis idiomas y ha actuado en cinco.

## Vida personal

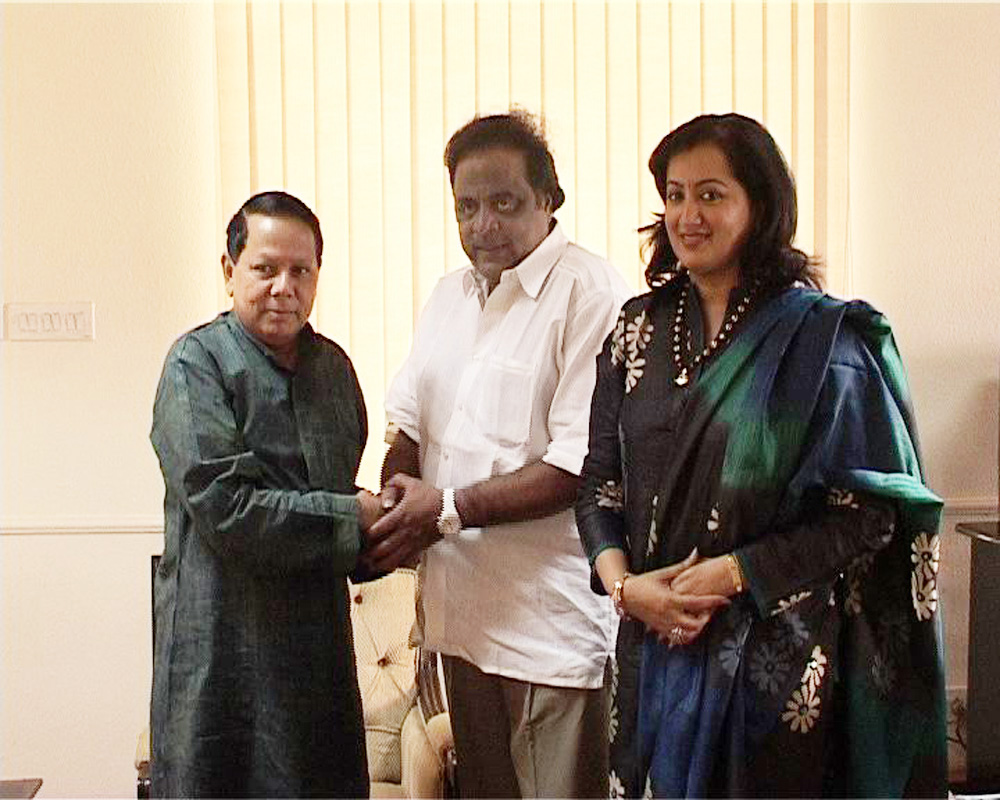
Sumalatha con su esposo Ambareesh

Sumalatha se casó con el actor y político kannada Ambareesh el 8 de diciembre de 1991, y su hijo Abhishek Gowda nació en 1993. Actuó junto a Ambareesh en películas como "Aahuti", "Avatara Purusha", "Kallarali Hoovagi", "Nueva Delhi" y "Sri Manjunatha". "Kallarali Hoovagi" incluso ganó un Premio Nacional de Cine.
En una entrevista con TV9 Kannada, la pareja reveló que se conocieron en el set de la película "Aahuti". Durante la entrevista, Sumalatha compartió que Ambareesh era de naturaleza extrovertida y sociable, mientras que ella tendía más hacia una personalidad introvertida y concienzuda en los sets. Recordó cómo Ambareesh le ofreció consejos amistosos para integrarse con otros coprotagonistas en el set, participando en actividades grupales para evitar malentendidos. Sumalatha destacó la personalidad audaz, genuina, despreocupada y sensata de Ambareesh, que la atrajo y lo hizo memorable para ella.
El 24 de noviembre de 2018, Ambareesh falleció debido a un paro cardíaco. Pocos días después, el 8 de diciembre de 2018, la víspera de su 27.º aniversario de matrimonio, Sumalatha compartió una emotiva carta dirigida al difunto Ambareesh. El 6 de julio de 2020, se reportó que Sumalatha dio positivo para COVID-19 y se colocó en cuarentena domiciliaria.

## Vida política
En marzo de 2019, Sumalatha anunció su candidatura como independiente en las elecciones generales indias de 2019 en Karnataka (Lok Sabha) por Mandya. Contó con el respaldo de prominentes estrellas de la industria cinematográfica de Kannada como Darshan, Yash, Rockline Venkatesh y Doddanna. El Partido Bharatiya Janata decidió no presentar un candidato en Mandya para respaldarla. Algunos miembros del Partido del Congreso la apoyaron indirectamente debido a la histórica rivalidad entre JDS y el Congreso en Mandya, creando una situación complicada para el Congreso. Sumalatha ganó las elecciones, derrotando a Nikhil por un margen de 128,876 votos, convirtiéndose en la primera mujer parlamentaria independiente de Karnataka.
Sumalatha se unió al BJP antes de las elecciones de Lok Sabha de 2024 el 5 de abril de 2024, en una ceremonia en la que estuvieron presentes los exministros principales BS Yediyurappa y DV Sadananda Gowda, el presidente estatal BY Vijayendra, el líder de la oposición en la Asamblea estatal R Ashoka y el secretario general nacional a cargo de las elecciones en Karnataka, Radha Mohan Das Agarwal.

## Premios
- Premio a la Mejor Cara Nueva de Devar por "Thisai Maariya Paravaigal" (1979) (Tamil)
- Premio Especial del Jurado Nandi (Mejor Actriz) por "Shrutilayalu" (1987) (Telugu)
- Premio Film Fans a la Mejor Actriz por "Shrutilayalu" (1987) (Telugu)
- Premio de la Crítica de Cine de Kerala a la Mejor Actriz por "Nueva Delhi" y "Thoovanathumbikal" (1987) (Malayalam)
- Premio Lux a la Mejor Actriz por "Nueva Delhi" (1987) (Malayalam)
- Premio Film Fans a la Mejor Actriz por "Nueva Delhi" (1987) (Hindi)
- Premio de la Crítica de Cine de Kerala a la Mejor Actriz por "Isabella" (1988) (Malayalam)[20]

## Filmografía

### Malayalam
- "Naayika" (2011) como ella misma (cameo sin acreditar)
- "Kandahar" (2010) como Sumangaly
- "Purappadu" (1990) como Nalini
- "Parampara" (1990) como Meera
- "Ee Thanutha Veluppan Kalathu" (1990) como Lakshmi Haridas
- "No.20 Madras Mail" (1990) como Sr. Gloria
- "Thazhvaram" (1990) como Kochootti
- "Nair Saab" (1989) como Prabha
- "Unnikrishnante Adyathe Christmas" (1988) como Sophia
- "Dhinarathrangal" (1988) como Dra. Savithri
- "David David Mr. David" (1988)
- "Isabella" (1988) como Isabella
- "New Delhi" (1987) como María Fernández
- "Thoovanathumbikal" (1987) como Clara
- "Shyama" (1986) como Lakshmi
- "Nirakkoottu" (1985) como Mercy
- "Idavelakku Shesham" (1984) como Sindhu
- "Alakadalinakkare" (1984) como la esposa de Mohan
- "Himam" (1983) como Indu
- "Chakravalam Chuvannappol" (1983) como Latha
- "Kodunkattu" (1983) como Sreekala
- "Kilukilukkam" (1982)
- "John Jaffer Janardhanan" (1982) como Jeny
- "Thadaakam" (1982) como Sabira
- "Kazhumaram" (1982) como Radhika
- "Aarambham" (1982) como Santha
- "Dheera" (1982) como Rathi
- "Irattimadhuram" (1982) como Sangeetha
- "Aranjaanam" (1982) como Anu
- "Aadarsham" (1982) como Radha
- "Thenum Vayambum" (1981) como Sreedevi
- "Ithihasam" (1981) como Shobha
- "Munnettam" (1981) como Ramani
- "Kolilakkam" (1981) como Suma
- "Raktham" (1981) como Valsala
- "Kadathu" (1981) como Thulasi
- "Kilungaatha Changalakal" (1981)
- "Saahasam" (1981)
- "Ellam Ninakku Vendi" (1981) como Sreedevi
- "Kilungaatha Changalakal" (1981) como Latha
- "Nizhal Yudham" (1981) como Radha
- "Moorkhan" (1980) como Raji
- "Vilangum Veenayum"

### Telugu
- "Karunamayudu" (1978)
- "Samajaniki Saval" (1979)
- "Rajadhi Raju" (1980) como Lilly
- "Bhola Shankarudu" (1980)
- "Kalam Marindi"
- "Girija Kalyanam" (1981) como Rosy
- "Agni Poolu" (1981)
- "Jeevitha Ratham" (1981) como Sandhya
- "Pelleedu Pillalu" (1982) como Poorna
- "Subhalekha" (1982) como Sujata
- "Hima Bindu" (1982)
- "Savaal" (1982)
- "Aalaya Sikharam" (1983) como Radha
- "Khaidi" (1983) como Dra. Sujata
- "Raghu Ramudu" (1983)
- "Rangula Puli" (1983)
- "Bharya Bhartala Saval" (1983)
- "Bahudoorapu Batasari" (1983)
- "Amarajeevi" (1983)
- "Merupu Daadi" (1984) como Sivangi
- "Justice Chakravarthy" (1984) como Latha
- "Janani Janmabhoomi" (1984) como Pammy/Padmini
- "Agni Gundam" (1984)
- "Kai Raja Kai" (1984)
- "Jagan" (1984)
- "Bhola Shankarudu" (1984)
- "Pulijoodam" (1984)
- "Uddhandudu" (1984)
- "Nayakulaku Saval" (1984) como Lalitha
- "Pralaya Simham" (1984) como Aruna
- "Jackie" (1985)
- "Chattamtho Poratam" (1985) como Kalyani
- "Kattula Kondaiah" (1985) como Jyothi
- "Ranarangam" (1985)
- "Mugguru Mitrulu" (1985)
- "Srimathi Garu" (1985)
- "Illalu Vardhillu" (1985)
- "Veta" (1986) como Jyothirmayi
- "Tandra Paparayudu" (1986) como Subhadra
- "Rakshasudu" (1986) como Vani
- "Jeevana Ragam" (1986)
- "Iddaru Mithrulu" (1986)
- "Jailu Pakshi" (1986)
- "Nampalli Nagu" (1986)
- "Ashtalakshmi Vaibhavam" (1986)
- "Thandri Kodukula Challenge" (1987)
- "Sruthi Layalu" (1987) como Sita
- "Pasivadi Pranam" (1987)
- "Swayam Krushi" (1987) como Sharada
- "Viswanatha Nayakudu" (1987)
- "Punnami Chandrudu" (1987)
- "Raaga Leela" (1987)
- "Donga Kollu" (1988) como Neeraja
- "Antima Teerpu" (1988) como Vasanta
- "Donga Pelli" (1988)
- "Jamadagni" (1988)
- "Jayammu Nischayammu Raa" como Shanti
- "Guru Sishyulu" (1990)
- "Gang Leader" (1991) como Latha
- "Dabbu Bhale Jabbu" (1992) como Hema
- "Raja Kumarudu" (1999) como Rajya Lakshmi
- "Okkadu Chalu" (2000) como Lakshmi
- "Sri Manjunatha" (2001)
- "Boss" (2006)
- "Srirastu Subhamastu" (2016)

### Canarés o Kannada
- "Ravichandra" (1980) como Sheela
- "Thayiya Kanasu" (1985)
- "Aahuti" (1985)
- "Thayiya Hone" (1985) como Suma
- "Thayi Mamathe" (1985)
- "Karna" (1986)
- "Kathanayaka" (1986)
- "Sathya Jyothi" (1986)
- "Huli Hebbuli" (1987) como Dra. Priya
- "Thayigobba Karna" (1988)
- "New Delhi" (1988) como Vasantha
- "Hongkongnalli Agent Amar" (1989)
- "Nyayakkagi Naanu" (1989)
- "Raja Yuvaraja" (1989)
- "Maheshwara" (1990)
- "Kaliyuga Bheema" (1991)
- "Sri Manjunatha" (2001) como Sumalatha Devi
- "Paris Pranaya" (2003)
- "Excuse Me" (2003) como Parvati
- "Kanchana Ganga" (2004)
- "Kallarali Hoovagi" (2006)
- "Bhoopathi" (2007)
- "Ee Sambhashane" (2009)
- "Varadhanayaka" (2013)
- "Viraat" (2016) como Madre de Viraat
- "Bhale Jodi" (2016)
- "Jessie" (2016) como Madre de Jessie
- "Doddmane Hudga" (2016) como Esposa de Doddamane Rajeeva
- "Thayige Thakka Maga" (2018) como Parvathi
- "D/O Parvathamma" (2019) como Parvathamma
- "India vs England" (2020) como Janaki
- "Hope" (2022) como Sulakshana Amarnath
- "Kranti" (2023) como Ministra en Jefe

### Tamil
- "Thisai Maariya Paravaigal" (1979)
- "Murattu Kaalai" (1980) como Soundarya
- "Madhavi Vandhal" (1980)
- "Azhaithal Varuven" (1980) como Rani
- "Kazhugu" (1981) como Suma
- "Karaiyellam Shenbagapoo" (1981) como Snegalatha
- "Pen Manam Pesugirathu" (1981)
- "Aradhanai" (1981)
- "Enakkaga Kaathiru" (1981)
- "Sollathe Yarum Kettaal" (1981)
- "Kudumbam Oru Kadambam" (1981) como Uma
- "Theerpu" (1982) como Kalpana
- "Azhagiya Kanne" (1982)
- "Oru Varisu Uruvagiradhu" (1982)
- "Oru Odai Nadhiyagirathu" (1983)

### Hindi
- "Nueva Delhi" (1988) como María Fernandes
- "Pratibandh" (1990) como Naseem
- "Swarg Yahan Narak Yahan" (1991) como Suman V. Kumar
- "Aaj Ka Goonda Raj" (1992) como Ritu Saxena
- "Pardesi" (1993)
- "Dushman Duniya Ka" (1996) como Reshma
- "Mahaanta" (1997) como Shanti Malhotra
- "Kshatriya" (1993) como Suman, esposa del maharajá Prithvi Singh (Surjangarh)